# Manuel Godinho de Erédia
Manuel Godinho de Erédia, també anomenat Emanuel Godinho de Heredia (Malaca, 1563-1623) va ser un cartògraf i escriptor malaioportuguès.

## Biografia
Godinho de Erédia era el petit de quatre fills de João de Erédia Aquaviva, un portuguès d'origen italià. La seva mare era Dona Elena Vessiva de Sulawesi, una princesa Bugis, filla de Putebulu, el recentment batejat rei de Suppa. El seu pare va formar part d'una expedició missionera portuguesa a Sulawesi quan va conèixer la noia de 15 anys, se'n va enamorar i es van casar el 1545. Manuel Godinho de Erédia va néixer el 16 de juliol de 1563 a Malaca on també va passar la seva infantesa. Allà es va educar en una escola jesuïta.
La seva mare va morir el 1575, i poc després, quan tenia 13 anys, Erédia va ser enviat a un col·legi dels jesuïtes a Goa on es va formar en astronomia, cartografia i matemàtiques. Va ser rebut a la Companyia de Jesús el 1579, però va marxar per treballar per al govern portuguès a Goa el 1580, ja que els seus superiors van considerar que s'adaptaria millor al seu interès per l'exploració.

## Carrera

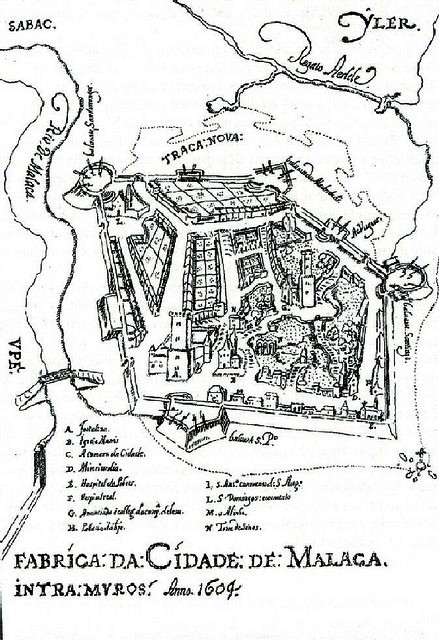
Fábrica da cidade de Malaca: intramuros. Anno 1604, per Manuel Godinho de Erédia

Erédia va treballar com a cosmògraf, va escriure llibres i va ensenyar matemàtiques. També va exercir com a soldat i enginyer militar. Va preparar nous mapes dels països asiàtics per al rei d'Espanya. Es deia que el rei va nomenar Eredia com la descobridora de l'Índia Meridional (una suposada terra del sud) el 14 de febrer de 1594, i també es deia que li va donar el títol d'"Adelantado" (governador general) i va ser membre de l'Orde. de Crist. Tanmateix, no hi ha cap prova d'aquestes afirmacions.
En finalitzar els seus estudis, el 1580, va posar en marxa el projecte de trobar les Illes d'Or, molt presents en les llegendes malaies. Erédia pensava que es trobaven aproximadament al nord-oest del que avui és Austràlia. És possible que la costa australiana pogués haver estat vista el 1521 per Cristóvão de Mendoça i el 1525 per Gomes de Sequeira, els quals dirigien expedicions d'exploració portugueses per aquelles zones, cosa que donaria explicació al notable detall dels famosos mapes de Dieppe. Erédia, però, es basava en lectures de Ptolemeu, Marco Polo i Ludovico de Verthema, a més de relats de viatges de fonts malaies. El 1594, va obtenir del rei Felip II d'Espanya un nomenament com a descobridor i "adelantado" de la Nova Índia Meridional, títol que portaria posteriorment, al geògraf Richard Henry Major, a considerar-lo el primer veritable descobridor d'Austràlia.
El 1602, el virrei de l'Índia portuguesa, Aires de Saldanha, havia destacat vaixells i soldats per al projecte, però l'esclat de guerres locals va fer que Erédia participés en aquestes guerres com a enginyer militar.
La principal font per a la biografia d'Erédia i els seus mapes és el seu manuscrit Declaraçam de Malaca e da Índia Meridional com Cathay (1613), actualment conservat a Brussel·les i publicat per L. Janssens el 1882. Erédia era un bon cartògraf i observador. El seu treball continua tenint gran importància com un dels millors dels primers plans i mapes aixecats de la península Malaia, així com de la protohistòria del descobriment d'Austràlia. Tot i que el seu projecte no va tenir cap mena de resultat, sembla probable que, embolicat amb molta fantasia, existís un nucli genuí de proves del coneixement malai d'Austràlia o, si més no, d'aigües australianes.
L'arribada d'exploradors i comerciants neerlandesos a les Índies orientals a finals del segle XVI va destruir les seves esperances, ja que les necessitats de finançament van ser dedicades a l'esforç militar per fer front als nous competidors. Erédia va saber parlar d'una terra al sud o de Luca Antara (que pot ser Austràlia) el 1601 i estava interessada a explorar-la, però va emmalaltir el 1605 i va haver de tornar a Goa. Va enviar un criat per acompanyar els mariners javanesos a Luca Antara l' any 1610, encara que sense que ell ho sabia, els holandesos ja havien descobert l'existència de la costa nord d'Austràlia el 1606.

## Obres

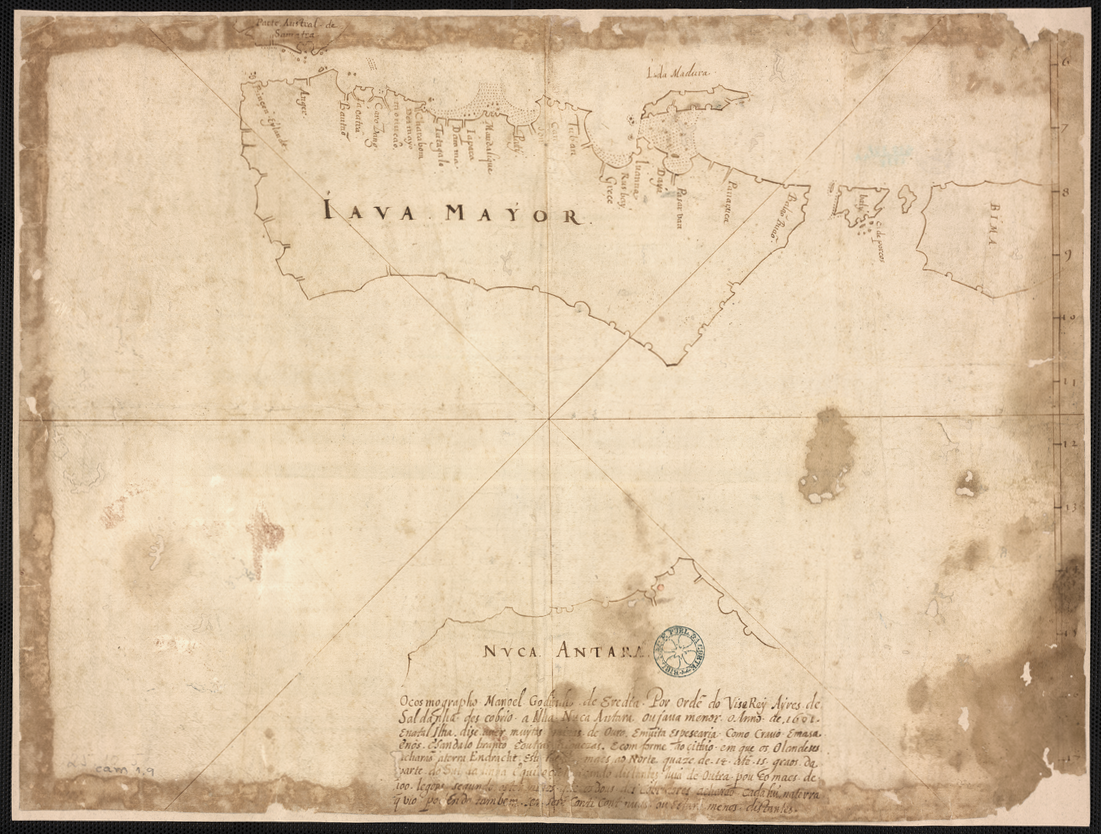
Mapa de Godinho de Erédia que mostra Java i possiblement Austràlia (marcat com a Nuca Antara)

A banda dels seus mapes, Erédia va deixar un ventall divers d'obres escrites i dibuixos. El seu llibre més significatiu és Description of Malaca, Meridional India, and Cathay escrit el 1613, i és una font d'informació sobre la història primerenca de Malaca. Cap dels seus llibres es va publicar en vida. Entre les seves obres hi ha:
- 1597-1600 - Informe sobre el Chersonès d'Or, o Península, i les illes auríferes, carbunculars i aromàtiques (un ampli relat de l'arxipèlag malai); Informe sobre l'Índia Meridional
- 1610 – Plantas de plaças das conquistas de Portugal
- 1611 - Discurs sobre la província d'Indostan, anomenada Mogûl
- 1612 – Resum dels arbres i plantes de l'Índia intra Ganges (Suma de árvores e plantas da Índia Intra Ganges)
- 1613 - Descripció de Malaca, Meridional India i Cathay (Declaraçam de Malaca e da India Meridional com Cathay)
- 1615 – Història del martiri de Luiz Monteiro Coutinho
- 1616 – Tractat d'Ofir (Tratado Ophirico). En aquest treball s'inclou una autobiografia.
- c. 1620 - Lyvro de Plataforma das Fortalezas da India (un relat il·lustrat dels territoris portuguesos el 1620 entre Àsia oriental i Àfrica oriental, incloent Macau, Bacaim, Colombo, Ormuz i Moçambic.[15])